# Harald Ehren
Harald Ehren (* 11. April 1966 in Kevelaer) ist ein deutscher Journalist.

## Wirken
Harald Ehren war von Mitte 2006 bis Anfang 2007 Pressesprecher und Leiter der Unternehmenskommunikation der Sixt Aktiengesellschaft. Daraufhin war er Chefredakteur der Agenturgruppe fischerAppelt. Von Anfang 2016 bis Mitte 2019 war Ehren Chefredakteur der Deutschen Verkehrs-Zeitung DVZ. Zuvor arbeitete er als Unternehmensberater sowie als Kommunikationsberater bei Banken und als Publizist u. a. für die Wochenzeitung Rheinischer Merkur. Er war auch als Autor im Bereich Corporate Publishing tätig.
Ehren war 1999 Gründungsredakteur der Financial Times Deutschland und arbeitete dort von 2004 bis Mitte 2006 als Leitender Redakteur – u. a. für die Rubrik „Köpfe & Karrieren“. Von 1997 bis 1999 war Ehren Redakteur des Manager Magazins und von 1992 bis 1996 Wirtschaftsredakteur der Frankfurter Allgemeinen Zeitung. Sein journalistisches Handwerk erlernte er bei der Rheinischen Post (Düsseldorf), der Fachzeitschrift Psychologie heute, dem Deutschlandfunk (Köln) sowie bei einem Ausflug zum Fernsehen – als Ideenfinder für den Showstar und Talkmaster Rudi Carrell. Im Juni 2019 wird Ehren Senior Vice President Content & Communication beim digitalen Vermögensverwalter und Robo-Advisor LIQID in Berlin.

## Auszeichnungen
2003 wurde Ehren mit dem „GSBA Preis für Exzellenz im Wirtschaftsjournalismus“ für sein journalistisches Wirken als Leiter des Themenbereichs "Inside Business" bei der Financial Times Deutschland ausgezeichnet.

## Sonstiges
Harald Ehren studierte an der Universität Hamburg und an der London School of Economics. Er ist Absolvent des Friedrich-Spee-Gymnasiums in Geldern.